# Fellaster zelandiae
Fellaster zelandiae is een zee-egel uit de familie Clypeasteridae.
De wetenschappelijke naam van de soort werd in 1855 gepubliceerd door John Edward Gray.